# 小林冨司夫
小林 冨司夫（こばやし ふじお、1917年（大正6年） - 1996年（平成8年）3月23日）は、日本の詩人。山梨県西八代郡久那土村（現・身延町）出身。
詩誌『四季』への投稿を開始したのは昭和10年代に東京に出てからであった。その後中国に渡り、青島市で新聞記者（青島新報）として勤務したが、現地で兵役に就き、中国戦線で従軍した。
太平洋戦争後に帰郷して、山梨日日新聞に入り、11年間文化部長を務める。御坂峠にある太宰治の『富嶽百景』を筆頭とした文学碑（中里介山・中村星湖・前田晁・飯田蛇笏ら）の建立を手がけた。山梨県立美術館や山梨県立文学館といった文化施設の建設にも関与している。肺気腫に罹患して1971年頃に退社した。
山梨県出身の俳人飯田蛇笏および子息の飯田龍太と親交を持ち、新聞社退社後の1979年に蛇笏の評伝『蛇笏百景』を上梓した。同じく新聞社退社後に、中国の文人である八大山人の伝記も手がけ、こちらは1982年に刊行されている。
詩人としては、『日本未来派』の同人であった。

## 著書
- 『甲州街道』（写真：ギンザカメラグループ）山梨日日新聞社、1966年。全国書誌番号:73000206、OCLC 703814366。
- 『笛吹川 : 甲斐のふるさと』（写真: ギンザカメラグループ）山梨日日新聞社、1971年。全国書誌番号:73003694、NCID BA38985634。
- 『蛇笏百景』木耳社、1979年。全国書誌番号:80004910、NCID BN05117350。
- 『一匹の蜩』木耳社、1980年。全国書誌番号:80021601、NCID BA72918061。
- 『八大山人 : 生涯と芸術』木耳社、1982年。全国書誌番号:82024187、NCID BN01892571。
- 『遠景 : 小林富司夫詩集』三雅房、1985年。NCID BB01848462[3]

## 関連文献
- 小林聰一郎「父・小林冨司夫のこと」山梨県立文学館（編）『山梨の文学』No.21、2005年、pp.38 - 46（国会図書館サーチ）